# Milan (oiseau)
Pour les articles homonymes, voir Milan (homonymie).
Taxons concernés
Plusieurs espèces de la famille des Accipitridae dans les genres
- Milvus
- Hamirostra
- Macheiramphus
- Ictinia
- Lophoictinia
- Rostrhamus
- Elanoides
- Leptodon
- Haliastur
- Harpagus
- Chondrohieraxmodifier

Milan est un nom vernaculaire ambigu désignant en français certains rapaces de la famille des Accipitridae. Ce sont des oiseaux de proie tout comme les aigles, les faucons et les vautours. Les milans sont classés dans deux grandes sous-familles : les Milvinae et les Elaninae.
Le milan noir et le milan royal vivent à l'état naturel en France, où ils ont le statut d'espèces protégées.

## Étymologie
Le terme milan dérive du latin milvinus via l'ancien occitan. L'ancien terme français était escoufle, vraisemblablement issu du bas breton *skouvl.

Il existe à Paris une rue des Écouffes dont le nom provient d'une enseigne représentant un milan, qui était l'emblème des prêteurs sur gages (« escoufle » était le nom communément donné aux prêteurs sur gages).

## Liste des espèces
- Le milan noir - Milvus migrans (Boddaert, 1783)
- Le milan royal - Milvus milvus (Linnaeus, 1758)
- Le milan à plastron - Hamirostra melanosternon
- Le milan des chauves-souris - Macheiramphus alcinus
- Le milan siffleur - Haliastur sphenurus
- Le milan brun - Milvus lineatus (Gray, 1831)
- Le milan du Mississippi – Ictinia mississippiensis (Wilson, 1811).
- Le milan bleuâtre – Ictinia plumbea (J. F. Gmelin, 1788).
- Le milan des marais — Rostrhamus sociabilis
- Le milan diodon — Harpagus diodon
- Le milan sacré — Haliastur indus
- Le milan à long bec — Rostrhamus hamatus
- Le milan à queue carrée — Lophoictinia isura
- Le milan à queue fourchue — Elanoides forficatus
- Le milan bec-en-croc — Chondrohierax uncinatus
- Le milan bidenté — Harpagus bidentatus
- Le milan de Cayenne — Leptodon cayanensis
- Le milan de Forbes — Leptodon forbesi
- Le Milan à bec jaune ou Milan d'Afrique - Milvus aegyptius